# Équipe de Nouvelle-Zélande de beach soccer
L'équipe des Nouvelle-Zélande de beach soccer est une sélection qui réunit les meilleurs joueurs zélandais dans cette discipline.

## Palmarès
- Championnat d'Océanie
  - 3e en 2007